# Diadelia nervosa
Diadelia nervosa là một loài bọ cánh cứng trong họ Cerambycidae.